# Банву
Банву (фр. Banvou) насеље је и општина у северној Француској у региону Доња Нормандија, у департману Орн која припада префектури Аржантан.
По подацима из 2011. године у општини је живело 659 становника, а густина насељености је износила 50,77 становника/km². Општина се простире на површини од 12,98 km². Налази се на средњој надморској висини од 187 метара (максималној 259 m, а минималној 173 m).

## Демографија
| 1962. | 1968. | 1975. | 1982. | 1990. | 1999. | 2011. |
| ----- | ----- | ----- | ----- | ----- | ----- | ----- |
| 441   | 488   | 436   | 418   | 441   | 456   | 659   |

График промене броја становника у току последњих година